# Austriaccy posłowie do Parlamentu Europejskiego 2014–2019
Austriaccy posłowie VIII kadencji do Parlamentu Europejskiego zostali wybrani w wyborach przeprowadzonych 25 maja 2014.

## Lista posłów
Wybrani z listy Austriackiej Partii Ludowej
- Heinz Becker
- Othmar Karas
- Lukas Mandl, poseł do PE od 30 listopada 2017
- Paul Rübig
- Claudia Schmidt

Wybrani z listy Socjaldemokratycznej Partii Austrii
- Eugen Freund
- Karoline Graswander-Hainz, poseł do PE od 9 lipca 2015
- Karin Kadenbach
- Evelyn Regner
- Josef Weidenholzer

Wybrani z listy Wolnościowej Partii Austrii
- Barbara Kappel
- Georg Mayer
- Franz Obermayr
- Harald Vilimsky

Wybrani z listy Zielonych
- Michel Reimon
- Monika Vana
- Thomas Waitz, poseł do PE od 10 listopada 2017

Wybrana z listy partii Neos – Nowa Austria i Forum Liberalne
- Angelika Mlinar

Byli posłowie VIII kadencji do PE
- Jörg Leichtfried (wybrany z ramienia Socjaldemokratycznej Partii Austrii), do 23 czerwca 2015
- Elisabeth Köstinger (wybrana z ramienia Austriackiej Partii Ludowej), do 8 listopada 2017
- Ulrike Lunacek (wybrana z ramienia Zielonych), do 8 listopada 2017